# Liste der Biografien/Ret
Liste der Biografien |
Portal Biografien |
Personensuche
# |
A |
B |
C |
D |
E |
F |
G |
H |
I |
J |
K |
L |
M |
N |
O |
P |
Q |
R |
S |
T |
U |
V |
W |
X |
Y |
Z |
?
 
Ra |
Rb |
Rd |
Re |
Rh |
Ri |
Rj |
Rk |
Rl |
Rm |
Rn |
Ro |
Rr |
Rs |
Rt |
Ru |
Rv |
Rw |
Rx |
Ry |
Rz
 
Rea |
Reb |
Rec |
Red |
Ree |
Ref |
Reg |
Reh |
Rei |
Rej |
Rek |
Rel |
Rem |
Ren |
Reo |
Rep |
Req |
Rer |
Res |
Ret |
Reu |
Rev |
Rew |
Rex |
Rey |
Rez
Die Liste der Biografien führt alle Personen auf, die in der deutschsprachigen Wikipedia einen Artikel haben. Dieses ist eine Teilliste mit 224 Einträgen von Personen, deren Namen mit den Buchstaben „Ret“ beginnt.

## Ret

### Reta
- Reta, Adela (1921–2001), uruguayische Juristin und Politikerin
- Reta, Runa (* 1980), kanadische Squashspielerin
- Retacco, Simone († 1645), italienisch-österreichisch-ungarischer Hof-Baumeister des Barock
- Retailleau, Bruno (* 1960), französischer Politiker (Les Républicains)
- Retailleau, Sylvie (* 1965), französische Physikerin und Wissenschaftsmanagerin
- Retailleau, Valentin (* 2000), französischer Radrennfahrer
- Retallack, Gregory (* 1951), australischer Geologe und Paläontologe (Paläobotaniker)
- Retallack, James (* 1955), kanadisch-amerikanischer Historiker
- Retallick, Brodie (* 1991), neuseeländischer Rugby-Union-Spieler
- Retamal, David (* 2003), chilenischer Fußballspieler
- Retamal, Pol (* 1999), spanischer Sprinter
- Retana Gozalo, José Luis (* 1953), spanischer Geistlicher, römisch-katholischer Bischof von Ciudad Rodrigo und Salamanca
- Retat, Eduardo (* 1948), kolumbianischer Fußballspieler

### Retb
- Retberg, Ralf von (1812–1885), deutscher Kunstschriftsteller, Kulturhistoriker, Maler und Lithograf

### Retc
- Retcliffe, John (1816–1878), deutscher Schriftsteller

### Rete
- Retegui, Mateo (* 1999), argentinisch-italienischer FußballspielerMateo Retegui (* 1999)

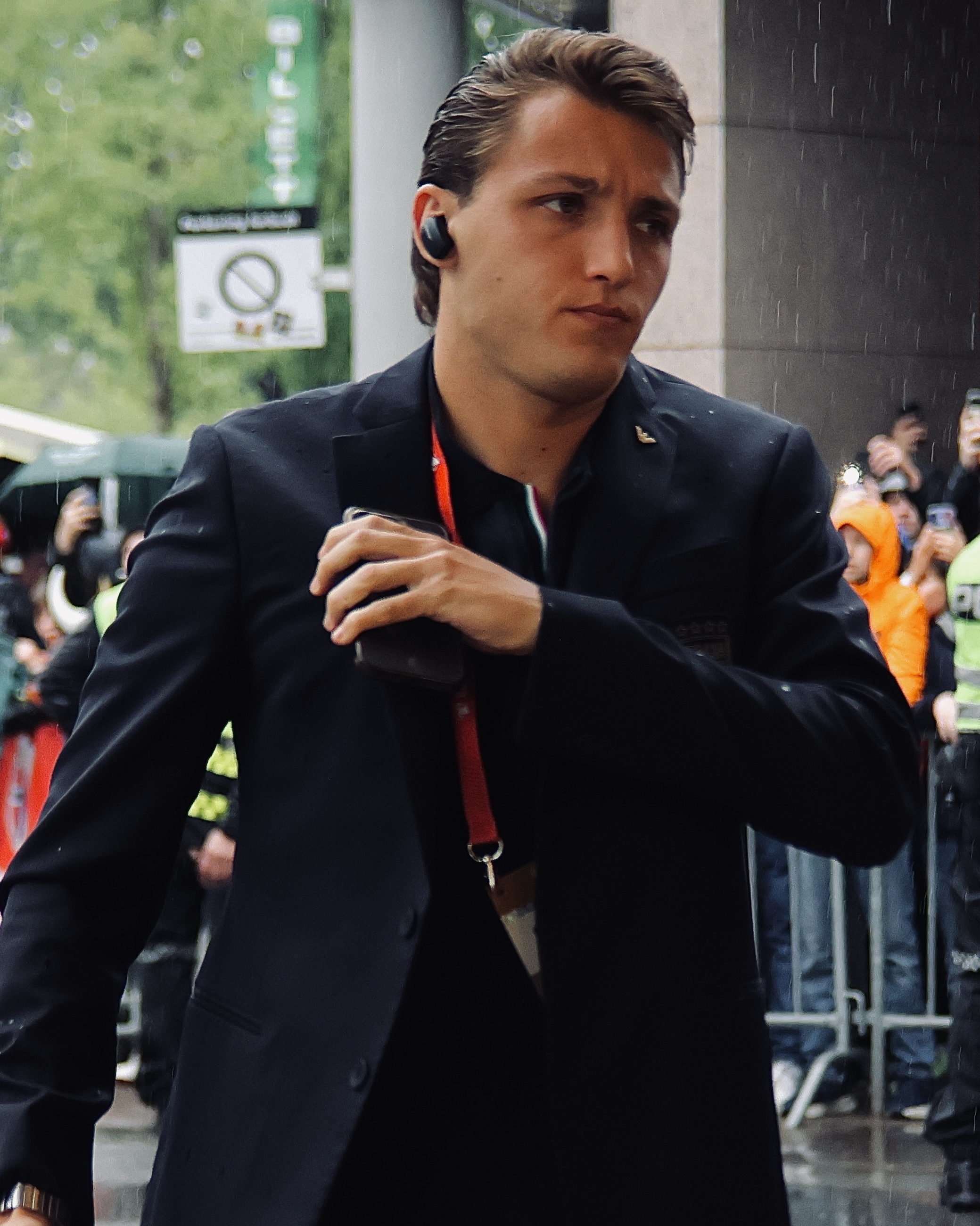
Mateo Retegui (* 1999)

- Retegui, Micaela (* 1996), argentinische Hockeyspielerin
- Retel Helmrich, Leonard (1959–2023), niederländisch-indonesischer Regisseur und Dokumentarfilmer
- Retelsdorf, Jan (* 1979), deutscher Erziehungswissenschaftler
- Retemeyer, Hugo (1851–1931), deutscher Politiker, Oberbürgermeister der Stadt Braunschweig (1904–1925), MdR
- Retersbeck, Wilhelm II. von, Adeliger
- Retes, Eugenio (1895–1985), chilenischer Schauspieler und Autor peruanischer Herkunft
- Rétey, János (1934–2022), ungarisch-deutscher Biochemiker und Hochschullehrer

### Reth
- Réth, Alfréd (1884–1966), ungarisch-französischer Maler
- Reth, Caspar von (1850–1913), deutscher Bildhauer sowie Porträtmaler, Genremaler, Jagdmaler und Tiermaler der Düsseldorfer Schule
- Reth, Karl (1849–1933), römisch-katholischer deutscher Geistlicher
- Reth, Michael (* 1950), deutscher Immunologe, Professor für Genetik
- Rethage, Heinz (* 1951), deutscher Bauingenieur, Manager und Beamter
- Rethar († 1009), Bischof von Paderborn
- Rethberg, Elisabeth (1894–1976), deutsche Opernsängerin (Sopran)
- Rethel, Alfred (1816–1859), deutscher HistorienmalerAlfred Rethel (1816–1859)

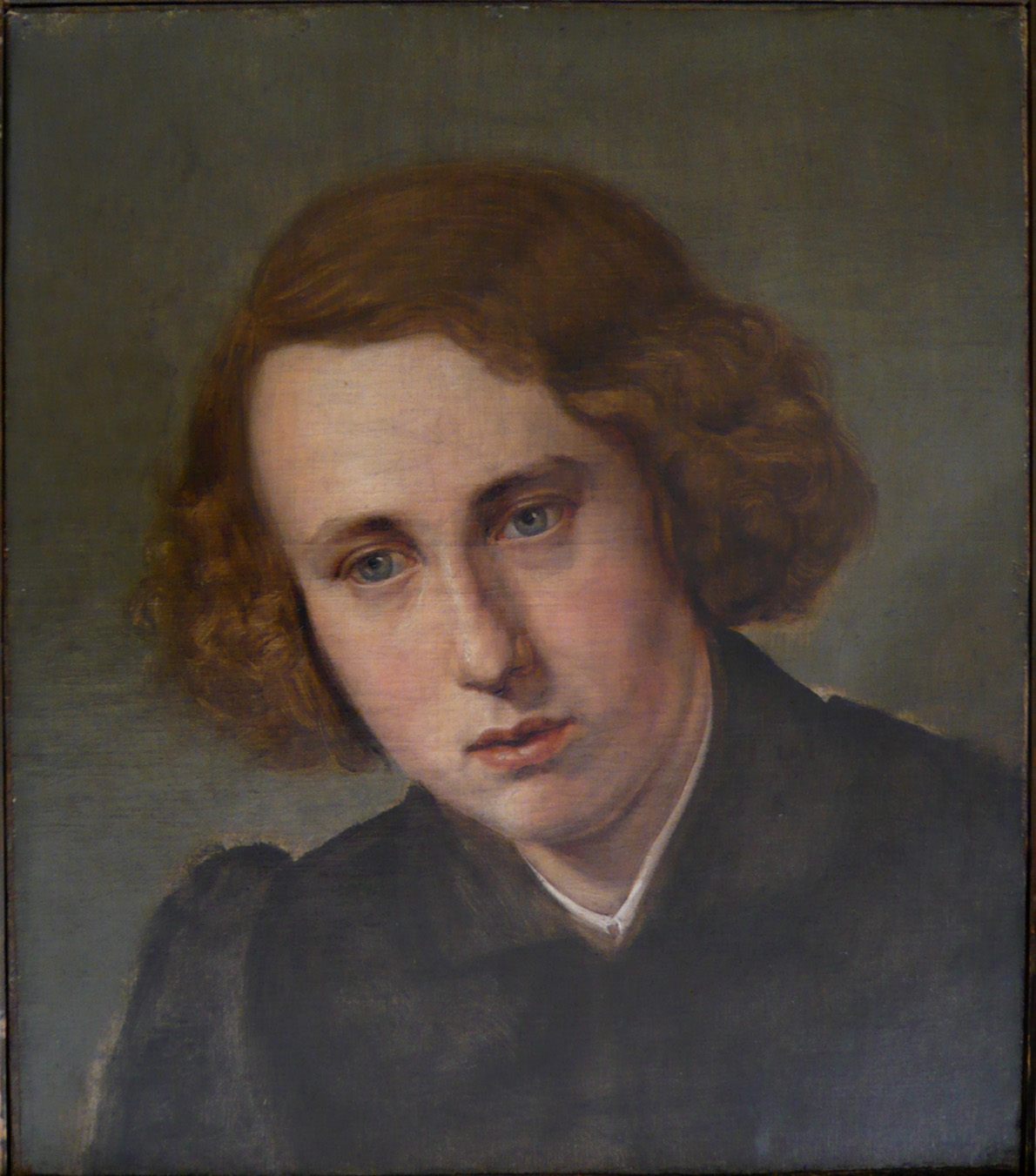
Alfred Rethel (1816–1859)

- Rethel, Otto (1822–1892), deutscher Historien-, Genre- und Porträtmaler
- Rethel, Simone (* 1949), deutsche Schauspielerin und BuchautorinSimone Rethel (* 1949)

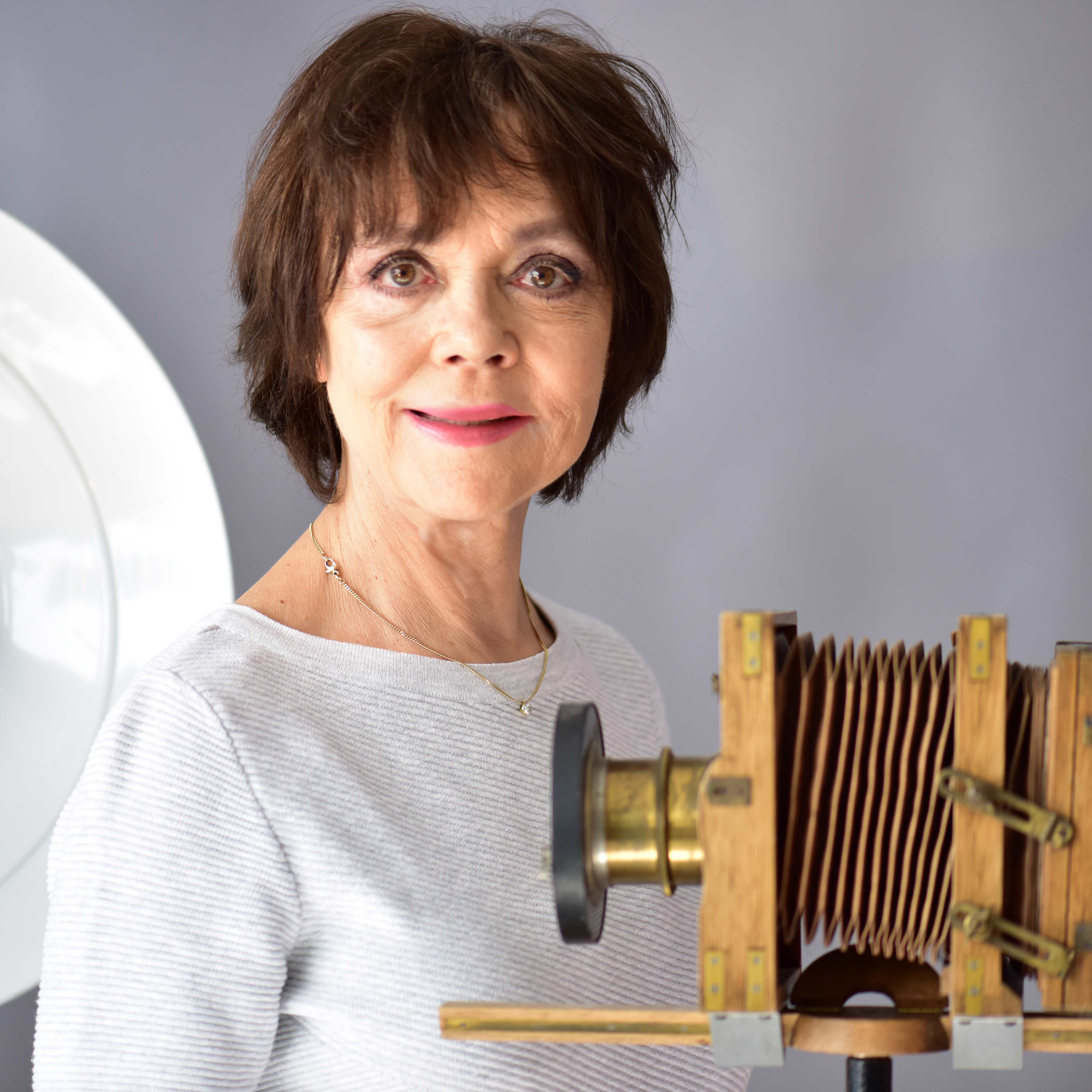
Simone Rethel (* 1949)

- Rethel, Walter (1892–1977), deutscher Flugzeugkonstrukteur
- Rethemeier, Helmut (* 1939), deutscher Vielseitigkeitsreiter
- Rether, Hagen (* 1969), deutscher Kabarettist und Pianist
- Retherford, Robert C. (1912–1981), US-amerikanischer Physiker
- Rethfeld, Bärbel (* 1970), deutsche Physikerin
- Rethi, Adalbert (1943–2008), rumänischer Tischtennisspieler
- Réthi, Lili (1894–1969), österreichisch-amerikanische Zeichnerin und Grafikerin
- Rethius, Johannes (1531–1574), deutscher Theologe und Mitglied des Jesuitenordens
- Rethmann, Klemens (* 1965), deutscher Unternehmer
- Rethmann, Ludger (* 1966), deutscher Unternehmer
- Rethmann, Martin (* 1969), deutscher Unternehmer
- Rethmann, Norbert (* 1939), deutscher Unternehmer
- Rethmeier, Andy (* 1968), österreichischer Schlagzeuger
- Rethmeier, Henning (* 1953), deutscher Künstler
- Rethwisch, Conrad (1845–1921), deutscher Historiker und Schulmann
- Rethwisch, Haymo (1938–2014), deutscher Unternehmer und Stifter
- Rethwisch, Karl Anton Theodor (1824–1904), deutscher Zollbeamter und Heimatdichter in Holstein
- Réthy, Béla (* 1956), deutscher Sportjournalist und Kommentator ungarischer HerkunftBéla Réthy (* 1956)

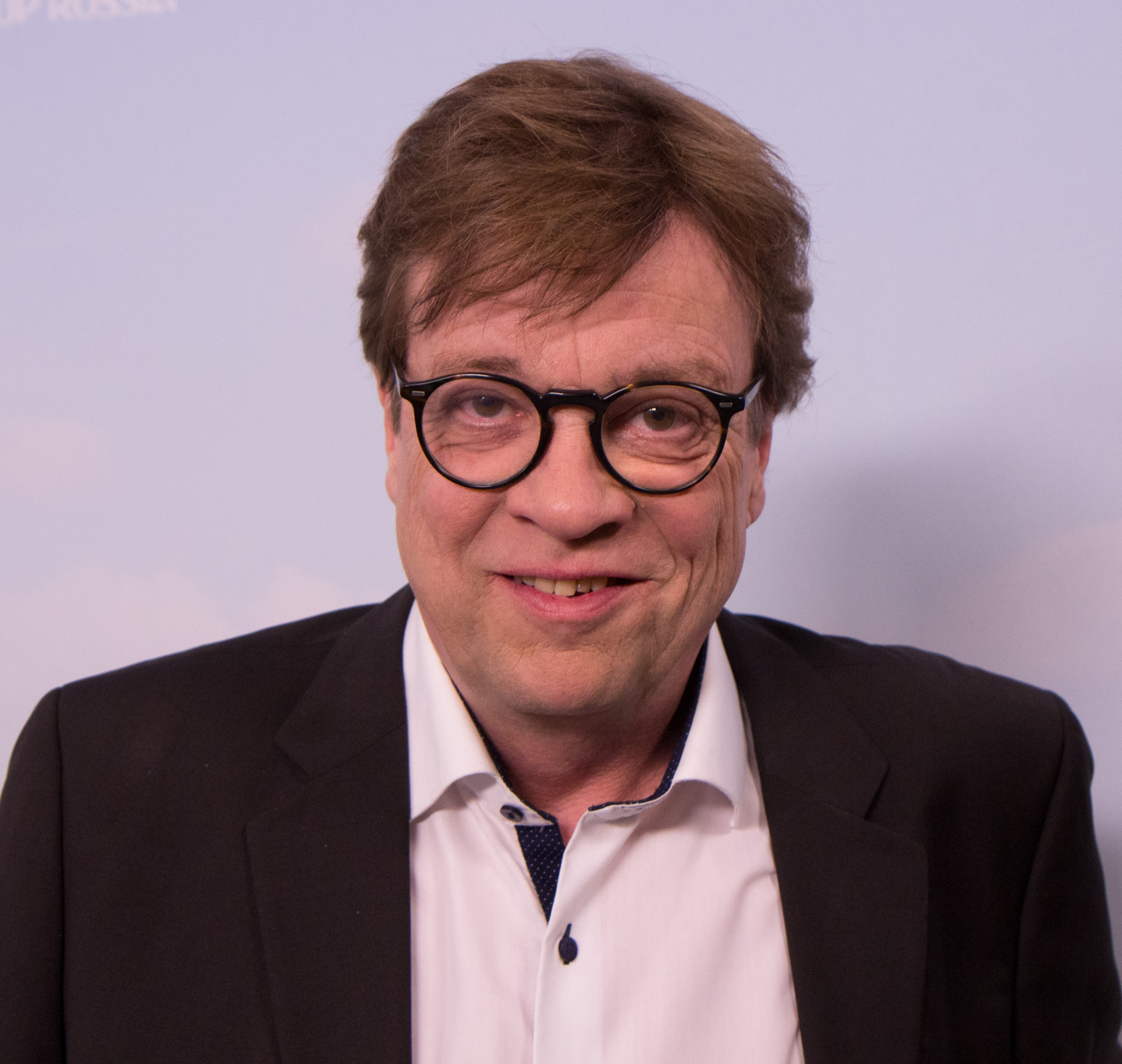
Béla Réthy (* 1956)

- Réthy, Esther (1912–2004), ungarische Opernsängerin (Sopran)

### Reti
- Réti, Jenő (1889–1961), ungarischer Turner
- Réti, József (1925–1973), ungarischer Opernsänger (Tenor)
- Réti, Richard (1889–1929), österreichisch-ungarischer Schachspieler
- Reti, Rudolph (1885–1957), österreichisch-amerikanischer Komponist, Pianist, Musikpädagoge und Verlagsangestellter
- Reti, Shane (* 1963), neuseeländischer Politiker der New Zealand National Party
- Reticker, Gini, Filmproduzentin, Filmregisseurin und Dokumentarfilmerin
- Retief, Andre (* 2002), namibischer Leichtathlet
- Retief, Pieter (1780–1838), burischer Voortrekker
- Rétif, Louis (1911–1985), französischer römisch-katholischer Geistlicher und Autor
- Retinger, Józef (1888–1960), polnischer Politiker, Organisator der Bilderberg-Konferenz
- Retinski, Alexei Gennadjewitsch (* 1986), sowjetisch-ukrainisch-russischer Komponist und bildender Künstler
- Retiwych, Gleb Sergejewitsch (* 1991), russischer Skilangläufer
- Rétiz, Patricia (* 1971), mexikanische Marathonläuferin

### Retk
- Retkoceri, Mal (* 1997), kosovarischer Sänger und Komponist

### Reto
- Retord, Pierre-André (1803–1858), französischer römisch-katholischer Ordensgeistlicher und Apostolischer Vikar von West-Tonking
- Retornaz, Aloïse (* 1994), französische Seglerin
- Retornaz, Joël (* 1983), italienischer Curler
- Retov, Martin (* 1980), dänischer Fußballspieler und -trainer
- Retowski, Otto (1849–1925), preußisch-russischer Entomologe und Numismatiker

### Retr
- Retrosi, Samantha (* 1985), US-amerikanische Rennrodlerin
- RetroVision (* 1997), französischer DJ und Musikproduzent

### Rets
- Retschek, Anton (1885–1950), österreichischer Diplomat
- Retschke, Robert (* 1980), deutscher Radrennfahrer
- Retschlag, Rolf (* 1940), deutscher Fußballspieler
- Retschury, Heinrich (1887–1944), österreichischer Fußballspieler und Fußballtrainer
- Retschy, Monika (* 1991), deutsche Sportkletterin
- Retsos, Panagiotis (* 1998), griechischer Fußballspieler

### Rett
- Rett, Andreas (1924–1997), österreichischer Arzt und AutorAndreas Rett (1924–1997)

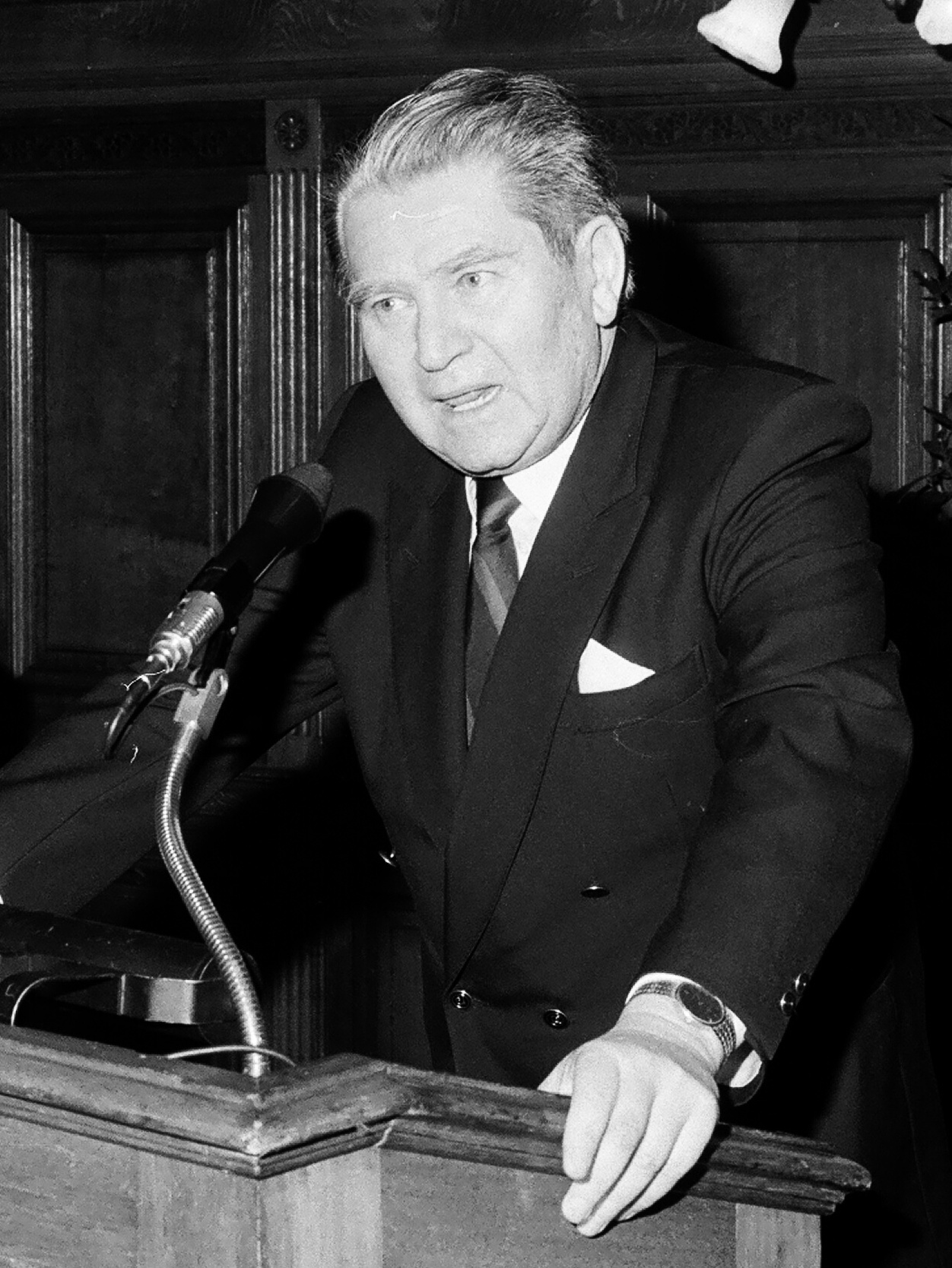
Andreas Rett (1924–1997)

- Rett, Barbara (* 1953), österreichische Fernsehmoderatorin und OpernexpertinBarbara Rett (* 1953)

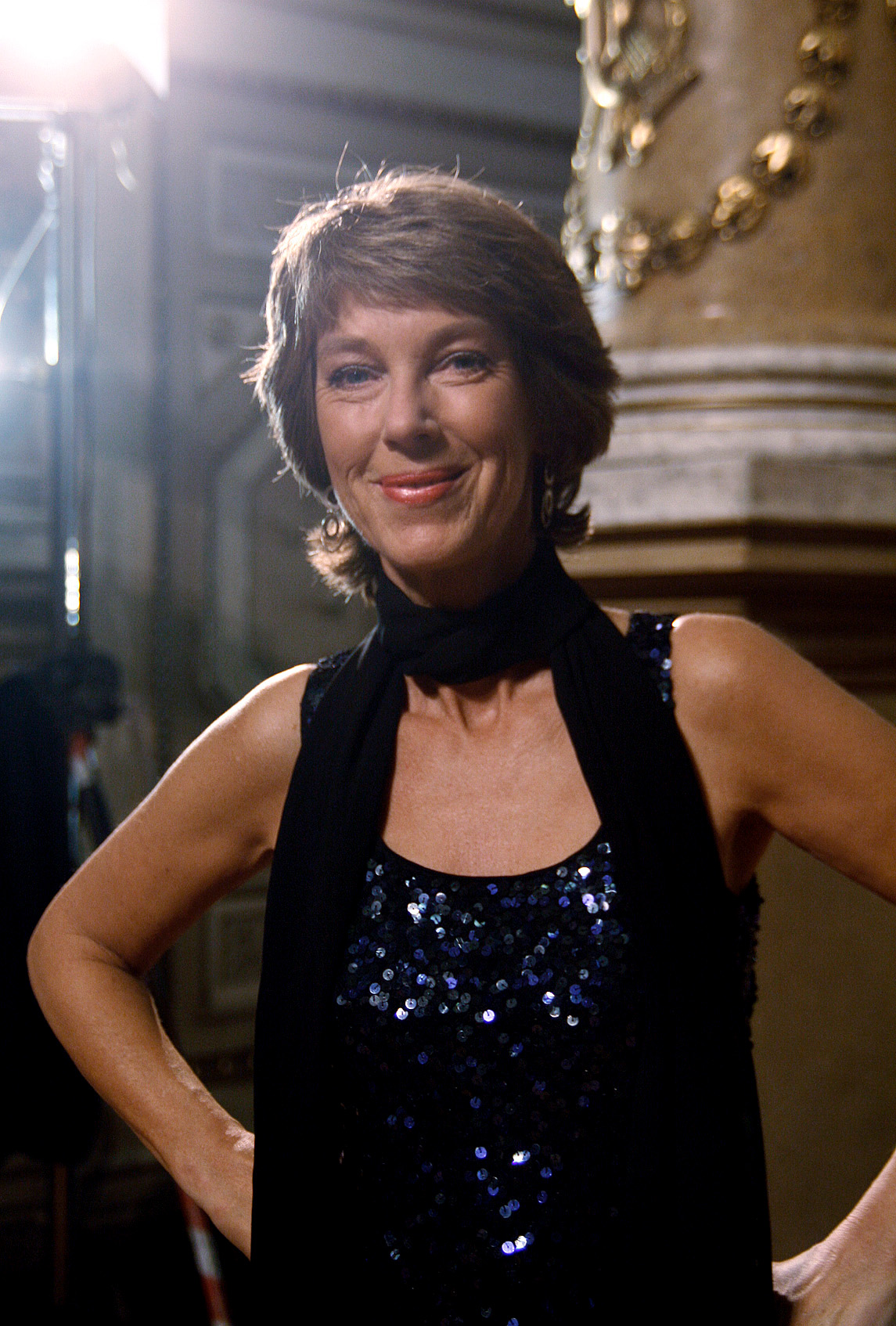
Barbara Rett (* 1953)

- Retta (* 1970), US-amerikanische Filmschauspielerin und Comedienne
- Rettberg, André (* 1957), niederländischer Manager
- Rettberg, Carl (1808–1883), deutscher Maler und früher Fotograf
- Rettberg, Ewald (1918–1996), deutscher Politiker (SPD)
- Rettberg, Friedrich Wilhelm (1805–1849), deutscher evangelischer Kirchenhistoriker und Theologe
- Rettberg, Johann Heinrich (1636–1713), deutscher Jurist, kurfürstlich braunschweig-lüneburgischer Hofrat, Landrichter, Kommissar, Stadtschultheiß und Amtmann sowie Landrentmeister
- Rettberg, Karl von (1865–1944), preußischer Oberst
- Rettberg, Karl von (1870–1945), deutscher Generalleutnant
- Rettberg, Rolf (* 1951), deutscher Autor, Buch- und Liedtexter
- Retté, Adolphe (1863–1930), französischer Schriftsteller und Lyriker
- Rettedal, Arne (1926–2001), norwegischer Politiker (Høyre) und Unternehmer
- Rettelbusch, Adolf (1858–1934), deutscher Maler
- Rettelsky, Lothar (1895–1981), deutscher Landwirt, SS-Führer und Politiker (NSDAP), MdR
- Rettemeier, Joseph W. (1914–1997), deutscher Offizier, zuletzt Oberst der Bundeswehr
- Rettenbacher, Anton (1922–1945), österreichischer Widerstandskämpfer gegen den Nationalsozialismus
- Rettenbacher, Franziska (1938–2019), deutsche Trachtenpflegerin
- Rettenbacher, Hans (1939–1989), österreichischer Jazzbassist und -cellist
- Rettenberger, Martin (* 1980), deutscher Psychologe und Kriminologe
- Rettenegger, Stefan (* 2002), österreichischer Nordischer Kombinierer
- Rettenegger, Thomas (* 2000), österreichischer Nordischer Kombinierer
- Rettenmaier, Gottlob (1910–1983), deutscher Porträt- und Landschaftsmaler
- Rettenmaier, Marvin (* 1986), deutscher Pokerspieler
- Rettenmaier, Otto (1926–2020), deutscher UnternehmerOtto Rettenmaier (1926–2020)

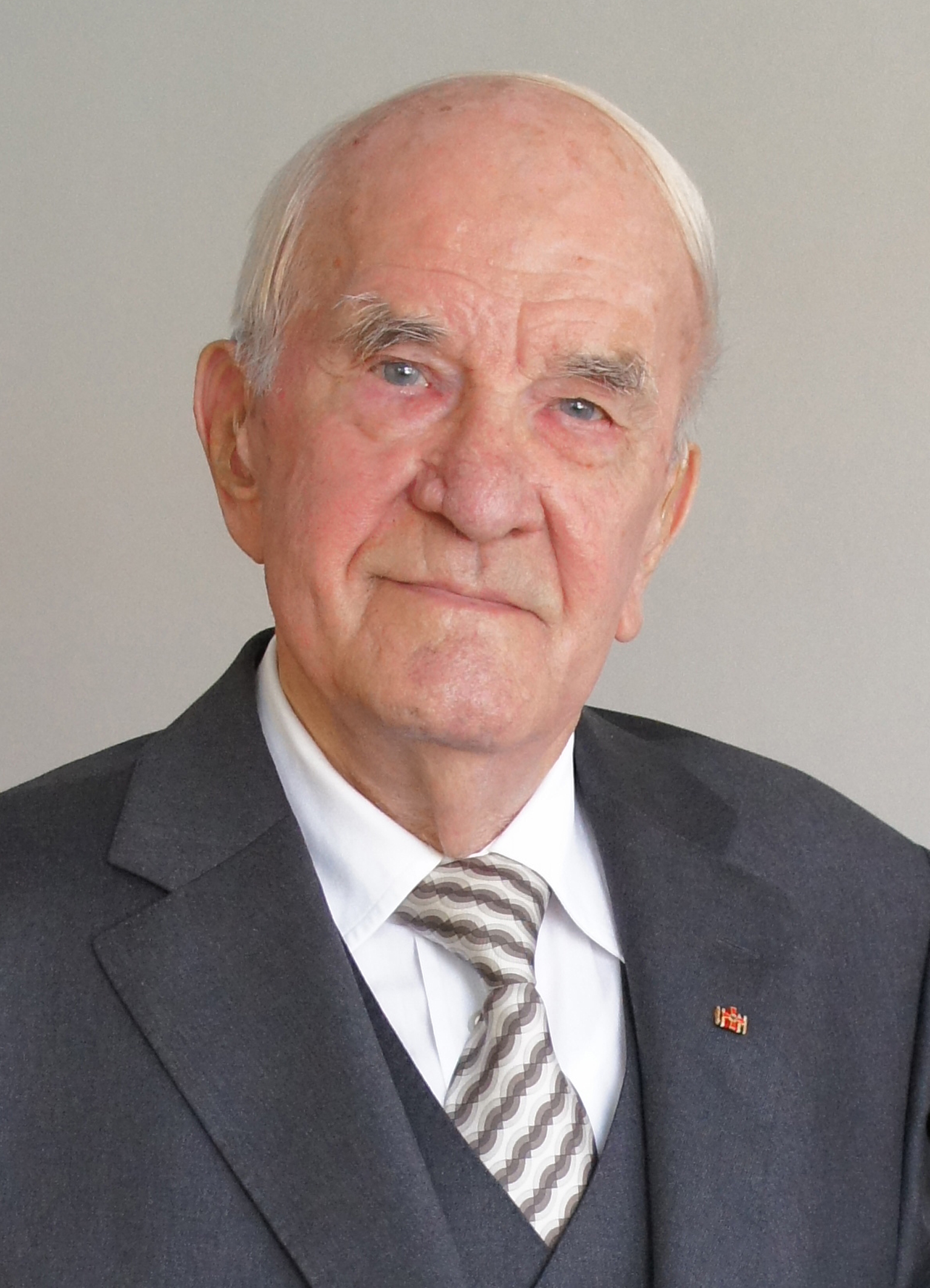
Otto Rettenmaier (1926–2020)

- Rettenmaier, Travis (* 1983), US-amerikanischer Tennisspieler
- Rettenmeier, Josef (1925–2006), deutscher Unternehmer
- Rettenpacher, Simon (1634–1706), österreichischer Dramatiker, Lyriker und Chronist
- Rettensteiner, Herbert (* 1946), österreichischer Fußballspieler
- Rettensteiner, Thomas (* 1976), österreichischer Opernsänger (Bariton)
- Retter, Erich (1925–2014), deutscher Fußballspieler
- Retter, Friedrich (1816–1891), deutscher Posthalter, Gastwirt und Politiker (DtVP), MdR
- Retter, Fritz (1896–1965), deutscher Fußballspieler
- Retter, Gerhard (* 1973), österreichischer Koch und Sommelier
- Retter, Hein (1937–2022), deutscher Erziehungswissenschaftler und Professor für Allgemeine Pädagogik
- Retter, Jochen (* 1970), deutscher Filmeditor
- Retter, Josef (1872–1954), österreichischer Baumeister und Architekt
- Retter, Wolfgang (* 1938), österreichischer Umweltaktivist, Naturschützer und Autor
- Retterath, Ingrid (* 1965), deutsche Autorin von Reiseführer und Wanderbüchern
- Retti, Leopoldo (1704–1751), italienischer ArchitektLeopoldo Retti (1704–1751)

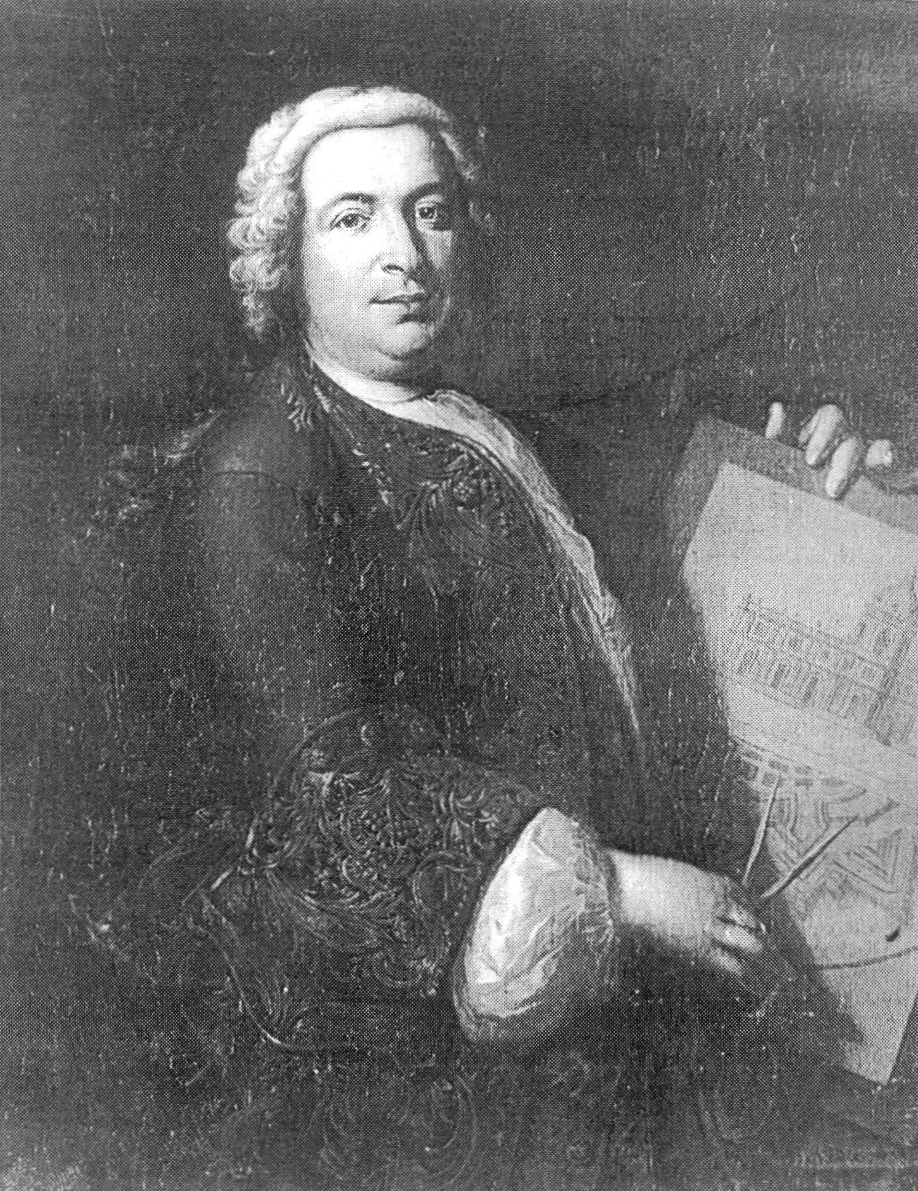
Leopoldo Retti (1704–1751)

- Retti, Livio (1692–1751), italienischer Künstler und Maler
- Retti-Marsani, Atto (1892–1961), italienischer Schauspieler, Regisseur und Drehbuchautor
- Rettich, Clara (1860–1916), deutsch-amerikanische Malerin
- Rettich, Emilie (1834–1901), österreichische Sängerin
- Rettich, Henriette (1813–1854), böhmisch-deutsche Koloratursopranistin
- Rettich, Johann Wilhelm (1735–1788), deutscher Kaufmann und Ratsherr der Hansestadt Lübeck
- Rettich, Julie (1809–1866), deutsch-österreichische Schauspielerin
- Rettich, Karl (1805–1878), österreichischer Theaterschauspieler und -regisseur
- Rettich, Karl (1841–1904), deutscher Landschaftsmaler
- Rettich, Margret (1926–2013), deutsche Illustratorin und Kinderbuchautorin
- Rettich, Meno (1839–1918), deutscher Gutsbesitzer und Politiker, MdR
- Rettich, Rolf (1929–2009), deutscher Illustrator und Autor
- Rettich, Wilhelm (1892–1988), deutscher Komponist und Dirigent
- Rettig, Andreas (* 1963), deutscher FußballfunktionärAndreas Rettig (* 1963)

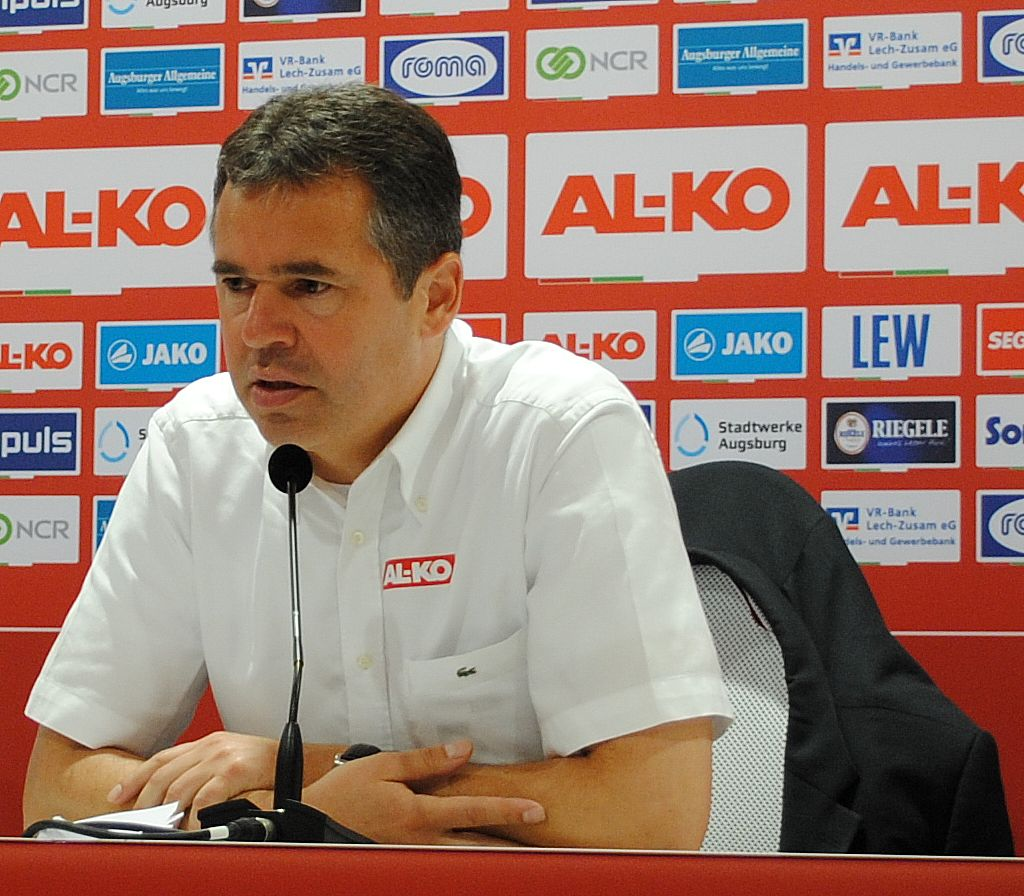
Andreas Rettig (* 1963)

- Rettig, Friedrich (1781–1859), badischer Beamter
- Rettig, Friedrich Gottfried (1802–1866), deutscher lutherischer Theologe und Generalsuperintendent der Generaldiözese Göttingen
- Rettig, Fritz (1901–1981), deutscher Gewerkschafter, erster Vorstandsvorsitzende der Deutschen Angestellten Gewerkschaft (DAG)
- Rettig, Georg (1803–1897), schweizerischer klassischer Philologe
- Rettig, Heinrich (1859–1921), deutscher Landschafts-, Architektur-, Genre- und Porträtmaler
- Rettig, Heinrich (1900–1974), deutscher Architekt und Hochschullehrer
- Rettig, Heinrich Christian Michael (1799–1836), deutscher klassischer Philologe und evangelischer Theologe
- Rettig, Hermann (1872–1958), deutscher Ministerialbeamter
- Rettig, Horst (* 1959), deutscher Künstler
- Rettig, John (1855–1932), US-amerikanischer Maler, Bühnenbildner, Wandmaler und Keramiker
- Rettig, Jörg (* 1964), deutscher Segler
- Rettig, Knut (* 1962), deutscher Volleyballtrainer
- Rettig, Rainer (* 1953), deutscher Physiologe
- Rettig, Raúl (1909–2000), chilenischer Politiker und Diplomat
- Rettig, Tommy (1941–1996), US-amerikanischer Schauspieler und Software-Entwickler
- Rettig, Werner (* 1942), deutscher Politiker (SPD), MdL
- Rettig, Wilfried (* 1942), deutscher Eisenbahningenieur und Autor zur Eisenbahngeschichte des Vogtlandes und der Oberlausitz
- Rettig, Wilhelm (1845–1920), deutscher Architekt und kommunaler Baubeamter
- Rettig, Wolfgang (1945–2019), deutscher Romanist, Sprachwissenschaftler und Hochschulpolitiker
- Rettigová, Magdaléna Dobromila (1785–1845), böhmische Schriftstellerin und Vertreterin der tschechischen Nationalbewegung
- Rettinger von Wiespach, Martin Herkules († 1570), Bischof von Lavant
- Rettinger, Dominik W. (* 1953), polnischer Drehbuchautor, Filmregisseur und Romanautor
- Rettinghaus, Charles (* 1962), deutscher Synchronsprecher und SchauspielerCharles Rettinghaus (* 1962)

Charles Rettinghaus (* 1962)

- Rettinghaus, Wilhelm (1644–1708), deutscher Amerikamigrant, mennonitischer Prediger
- Rettino, Sherril Lynn (1956–1995), US-amerikanische Schauspielerin
- Rettke, Dana (* 1999), US-amerikanische Volleyballspielerin
- Rettke, Thomas (* 1960), deutscher Sänger, Songwriter und Produzent
- Rettkowski, Kurt (* 1949), deutscher Fußballspieler
- Rettl, Lisa (* 1972), österreichische Zeithistorikerin, Biographin und Ausstellungskuratorin
- Rettl, Martin (* 1973), österreichischer Skeletonfahrer
- Rettler, Kaspar Anton (1805–1871), deutscher Orgelbauer und Redemptoristen-Mönch
- Rettler, Paschasius Hermann (1915–2004), deutscher Geistlicher, Bischof von Bacabal
- Rettler, Ute (* 1961), deutsche Verwaltungsjuristin und politische Beamtin
- Rettmann, Fritz (1902–1981), deutscher Politiker (SED) und Gewerkschafter
- Rettner, Gunter (1942–1998), deutscher FDJ-Funktionär und SED-Funktionär
- Rettner, Matthias (* 1963), deutscher Kulturmanager und Theatermacher
- Retton, Mary Lou (* 1968), US-amerikanische KunstturnerinMary Lou Retton (* 1968)

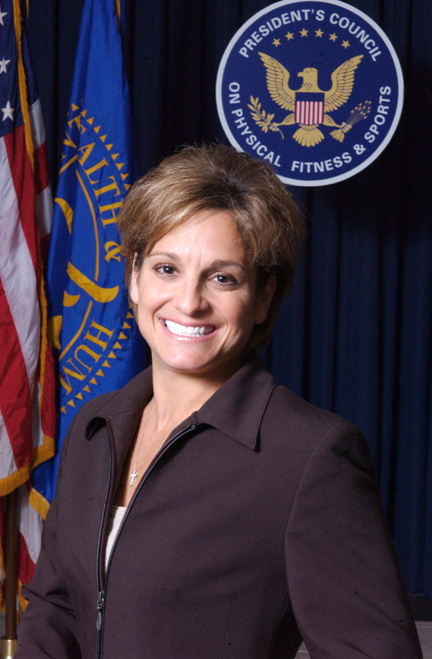
Mary Lou Retton (* 1968)

- Rettondini, Francesca (* 1971), italienische Schauspielerin
- Rettore, Donatella (* 1955), italienische Sängerin, Songwriterin und Schauspielerin
- Retty, Adolf (1821–1885), deutscher Lehrer und Schauspieler
- Retty, Rudolf (1845–1913), deutsch-österreichischer Schauspieler und Regisseur

### Retu
- Retulainen, Anna (* 1969), finnische Malerin

### Rety
- Rétyi, Andreas von (* 1963), deutscher Autor

### Retz
- Retz, Adolf (* 1942), deutscher Politiker (SPD), MdL
- Retz, Albert de Gondi, duc de (1522–1602), französischer Heerführer
- Retz, Franz (1673–1750), römisch-katholischer Geistlicher, Generaloberer der Societas Jesu (Jesuitenorden)
- Retz, Friedrich Wilhelm (1845–1923), deutscher Unternehmer in Japan und Honorar-Konsul für Holland, Norwegen und Schweden
- Retz-Schmidt, Rolf (1928–2006), norwegisch-deutscher Maler und Grafiker
- Retzbach, Anton (1867–1945), deutscher Theologe, Nationalökonom und Mitglied des badischen Landtages
- Retzbach, Manuel (* 1985), deutscher Triathlet
- Retzel, Frank (1948–2018), US-amerikanischer Komponist
- Retzep, Aziz (* 1992), deutsch-griechischer Fußballspieler
- Retzer, Arnold (* 1952), deutscher Mediziner
- Retzer, Christian (* 1982), deutscher Eishockeyspieler
- Retzer, Ken (1934–2020), US-amerikanischer Baseballspieler
- Retzer, Olivia (* 1981), österreichische Filmeditorin
- Retzer, Otto (* 1945), österreichisch-deutscher RegisseurOtto Retzer (* 1945)

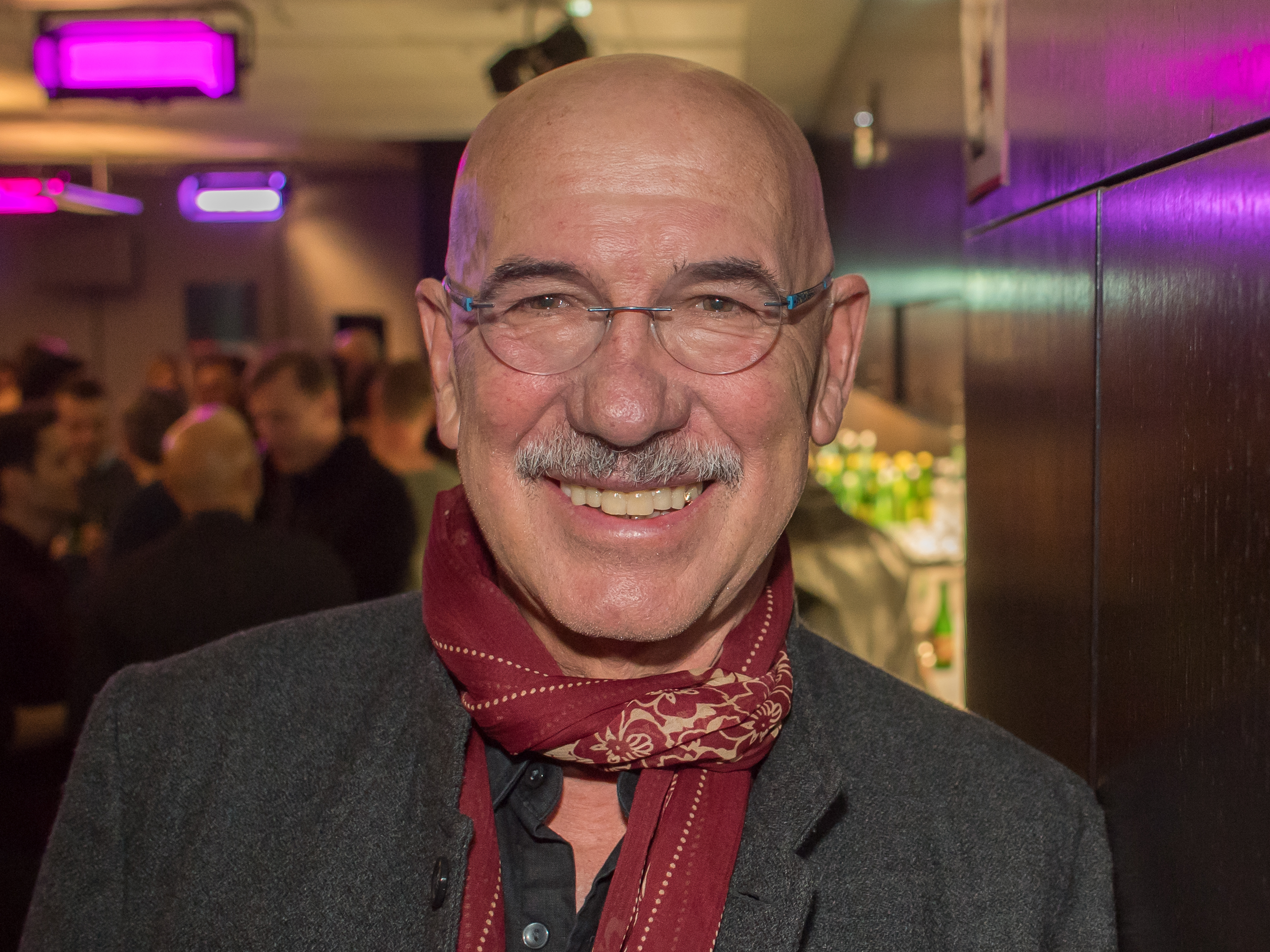
Otto Retzer (* 1945)

- Retzer, Raoul (1919–1974), österreichischer Schauspieler
- Retzer, Stephan (* 1976), deutscher Eishockeyspieler
- Retzer, Wugg (1905–1984), deutscher Journalist und Schriftsteller
- Retzius, Anders Adolf (1796–1860), schwedischer Anatom und Anthropologe
- Retzius, Anders Jahan (1742–1821), schwedischer Naturforscher
- Retzius, Gustaf (1842–1919), schwedischer Histologe
- Retzius, Lene (* 1996), norwegische Stabhochspringerin
- Retzke, Astrid (* 1973), deutsche Siebenkämpferin
- Retzke, Sylvia (1950–2016), deutsche Kommunalpolitikerin, MdV
- Retzki, Horst (1920–1999), deutscher Architekt
- Retzko, Hans-Georg (1928–2014), deutscher Bauingenieur und Professor für Verkehrsplanung und Verkehrstechnik an der Technischen Universität Darmstadt
- Retzl, Helmut (* 1956), österreichischer Pädagoge, Soziologe, Historiker und Hochschullehrer
- Retzlaff, Anke (* 1989), deutsche Schauspielerin
- Retzlaff, Anselm (* 1991), deutscher Schriftsteller
- Retzlaff, Arne (* 1960), deutscher Theaterschauspieler, Theaterregisseur, und Autor
- Retzlaff, Carl (1863–1929), deutscher Bildhauer, Medailleur und Porträtmaler
- Retzlaff, Christoph (* 1962), deutscher Diplomat
- Retzlaff, Erich (1899–1993), deutscher Fotograf
- Retzlaff, Ernst (1902–1934), deutscher Jurist und Politiker (NSDAP), Bürgermeister der Stadt Neubrandenburg
- Retzlaff, Frank, deutscher Basketballspieler
- Retzlaff, Hans (1902–1965), deutscher Fotograf und Dokumentarfilmer
- Retzlaff, Ingeborg (1929–2004), deutsche Frauenärztin, Psychotherapeutin und ärztliche Standespolitikerin
- Retzlaff, Julia (* 1978), deutsche Politikerin (SPD), MdL
- Retzlaff, Julia (* 1987), deutsche Volleyballspielerin
- Retzlaff, Karl (1890–1967), deutscher Generalleutnant der Polizei und SS-Gruppenführer
- Retzlaff, Misa Telefoni (* 1952), samoanischer Politiker, Jurist und Schriftsteller
- Retzlaff, Tobias (* 1987), deutscher Schauspieler
- Retzlaff, Werner (1890–1960), deutscher Architekt
- Retzlaw, Karl (1896–1979), deutscher sozialistischer Politiker und Publizist
- Retzmann, Friedrich (1945–2000), deutscher Fußballschiedsrichter
- Retzmann, Heinrich (1872–1959), deutscher Konteradmiral, Marineattaché und Geschäftsmann
- Retzmann, Thomas (* 1963), deutscher Ökonom, Wirtschaftspädagoge und Hochschullehrer
- Retzow, Wolf Friedrich von († 1758), preußischer Generalleutnant
- Retzsch, Moritz (1779–1857), deutscher Zeichner, Maler und RadiererMoritz Retzsch (1779–1857)

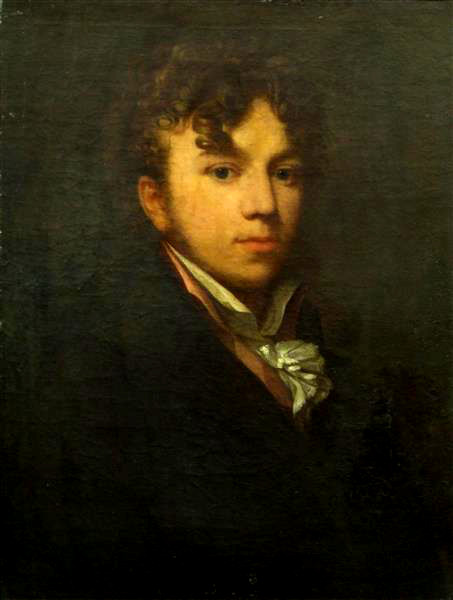
Moritz Retzsch (1779–1857)